# Łobzowianie
Łobzowianie: obrazek dramatyczny w jednym akcie ze śpiewkami – utwór dramatyczny Władysława Ludwika Anczyca. Muzykę skomponował Piotr Studziński. Prapremiera odbyła się w Krakowie 31 grudnia 1854.

## Treść
Akcja utworu rozgrywa się w Łobzowie w dniu Nowego Roku. Rodzina Szymona Brzostka przygotowuje się do uroczystości weselnych jego wnuczki Zosi z Tomkiem Brózdą. Na przeszkodzie stają jednak kolejne komplikacje: okazuje się, że Zosia nie kocha Tomka, a jego brat Stasia, ksiądz odmawia udzielenia ślubu przed Świętem Trzech Króli a Tomek skłóca się z dziadkiem Zosi. Zosia nie może poślubić również Stasia, ponieważ Hrabia – jego opiekun i dobroczyńca – postanowił wyjechać razem ze Stasiem do Włoch. Staś nie może odmówić wyjazdu ze względu na dług wdzięczności wobec Hrabiego. Łobzowianie postanawiają więc wspólnie prosić Hrabiego, aby pozostał wśród nich, na ziemi krakowskiej.

## Spektakl radiowy
W 1977 r. w Teatrze Polskiego Radia wyemitowano spektakl pt. Łobzowianie w adaptacji Klemensa Białka i reżyserii Henryka Rozena.